# ITP (samolot)
ITP – radziecki samolot myśliwski skonstruowany w 1941 w biurze Polikarpowa, nie wyszedł poza stadium prototypu.

## Powstanie i rozwój
W listopadzie 1940 jeden z najbardziej utalentowanych radzieckich konstruktorów myśliwców, Nikołaj Polikarpow, wyszedł z projektem zbudowania myśliwca o wysokich osiągach, uzbrojonego w działko o dużym kalibrze, przeznaczonego przede wszystkim do zwalczania bombowców i opancerzonych celów naziemnych. Projekt otrzymał oznaczenie ITP (ros. ИТП, skrót od: истребитель тяжёлый пушечный – istriebitiel tiażołyj puszecznyj – „ciężki myśliwiec uzbrojony w działko”).
Jego główne uzbrojenie stanowiło działko automatyczne kalibru 37 mm Sz-37 strzelające przez piastę śmigła, z zapasem 50 nabojów oraz dwa działka 20 mm SzWAK. W odróżnieniu od proponowanego w tym czasie przez Polikarpowa uniwersalnego myśliwca frontowego I-185 z silnikiem gwiazdowym, ITP miał mieć nowy silnik rzędowy Klimowa o dużej mocy, M-107P (1650 KM), który jednak wciąż znajdował się na etapie rozwoju. Polikarpow zrezygnował z użycia standardowego radzieckiego silnika rzędowego M-105, uważając go za zbyt słaby. Nowy samolot był podobny do wcześniejszego projektu Polikarpowa, I-200 (ukończonego przez zespół Mikojana i Gurewicza jako MiG-1, następnie MiG-3), miał też sporo cech przejętych od I-185.
Pierwszy prototyp ITP (M-1) został ukończony w październiku 1941. Z powodu ataku Niemiec na ZSRR, prototyp ewakuowano wraz z zakładem nr 51 na wschód, do Nowosybirska w październiku 1941, gdzie zakład rozmieszczono w dawnym pomieszczeniu cyrku. Został on ukończony i oblatany 23 lutego 1942. Podczas prób, liczne problemy jednak sprawiał niedopracowany silnik M-107. Pod koniec 1942 zamieniono go na M-107PA, uzbrojenie przy tym zredukowano do trzech działek 20 mm. Testów w locie jednak nie zakończono, gdyż zdecydowano użyć płatowca M-1 do naziemnych prób statycznych, w związku z przebudową drugiego prototypu, który miał początkowo służyć do tego celu.
Drugi prototyp ITP (M-2) został zbudowany w 1942 i wyposażony w nowy silnik Mikulina, AM-37, w grudniu 1942 zamieniony na mocniejszy AM-39 (1800 KM). Został on oblatany 23 listopada 1943. Prototyp ten uzyskał maksymalną prędkość ponad 600 km/h nad ziemią i 650 km/h na wysokości 2500 m. Ponieważ silnik nie był jednak do końca dopracowany, osiągi były niższe od oczekiwanych i nie prowadzono testów na dużej wysokości.
ITP był ciekawą konstrukcją, mającą spore możliwości, lecz jego rozwój był spowolniony przez długie dopracowywanie odpowiednich silników o dużej mocy. Dalsze prace i rozwój ITP zostały przerwane po śmierci Polikarpowa (lipiec 1944), który od pewnego czasu znajdował się w niełasce władz radzieckich i jego projekty nie zyskiwały uznania. Jak wykazała przyszłość, myśliwce o cięższym uzbrojeniu okazały się przydatne do zwalczania coraz odporniejszych bombowców. Początkowy wariant ITP miał cięższe uzbrojenie, niż produkowany seryjnie pod koniec wojny Jak-9T (z jednym działkiem 37 mm i wkm). Planowano także uzbroić samolot w bomby o masie 400 kg lub 8 niekierowanych pocisków rakietowych powietrze-ziemia RS-82.

## Opis techniczny
Jednosilnikowy jednomiejscowy dolnopłat konstrukcji mieszanej (kadłub półskorupowy drewniany, skrzydła metalowe), pokryty sklejką (kadłub) i duraluminium (skrzydła). Kabina pilota zamknięta. Chłodnice cieczy umieszczone były w centropłacie, z wlotami powietrza w krawędzi natarcia. Podwozie samolotu klasyczne, chowane, z chowanym kółkiem ogonowym. Śmigło trzyłopatowe o średnicy 3,2 m.
Uzbrojenie: trzy działka 20 mm SzWAK w kadłubie.